# Џејк Бјуси
Вилијам Џејкоб Бјуси млађи (енгл. William Jacob Busey Jr.; рођен 15. јуна 1971, Лос Анђелес, Калифорнија), познат као Џејк Бјуси (енгл. Jake Busey), амерички је позоришни, филмски и ТВ глумац и музичар.
Син америчког глумца Герија Бјусија.
Прва значајнија улога – отпуштеног шофера – била је 1994. године у филму „Урадићу све“ (1994). Затим улога авантуристе Мерша у „PCU” (такође 1994) и техничара у „Твистеру”, после – једна од главних улога у Ко се боји духа још?.
На великом платну дебитовао је у филму Провалник на слободи (1978), где је играо улогу дечака Хенрија Дарина. Глумио је и у телевизијским серијама.
Значајни глумчеви радови на филму: редов Леви у Свемирски војници (1997), Кајл Бренер у филму Фрајерчине (2001), Роберт у трилеру Идентитет (2003), Шон Киз у филму Предатор: Еволуција (2018).